# عامل نارنجی (فیلم)
عامل نارنجی (انگلیسی: Agent Orange) یک فیلم کوتاه صامت به کارگردانی تونی اسکات است که در سال ۲۰۰۴ منتشر شد. از بازیگران آن می‌توان به جسیکا استام اشاره کرد.